# Медресе Баракхана
Медресе́ Баракха́н (узб. Barakxon madrasasi) — религиозный комплекс в Ташкенте, часть ансамбля Хазрати Имам. Был сформирован в течение XVI столетия из зданий, которые были построены в разное время. Комплекс состоит из мавзолея и ханаки.
Мавзолей был построен первым, он находится в восточной части сегодняшнего комплекса.
Вторым был двухкупольный мавзолей — ханака, построенный в 1530 году в честь узбекского правителя Ташкента Суюнчходжа-хан. Суюнчходжа-хан (1454—1525 годы) был потомком тимурида Улугбека и сыном узбекского правителя Абулхайр-хана, представителем узбекской династии Шейбанидов, и являлся удельным правителем Ташкентского вилайета (1503/1508—1525). Начиная со времени правления Суюнчходжа-хана и при его наследниках отмечается усиление роли узбекского языка в литературной жизни региона и Ташкент становится центром притяжения многих представителей интеллектуальной элиты.
В середине XVI столетия, комплекс, перестроенный в медресе, был назван по имени правителя того времени, шибанида Навруз Ахмед-хана, по прозвищу Барак-хан. Художественное оформление портала медресе Баракхан не характерно для Ташкента. Его свод выполнен в виде ниши — колаб-кори; тимпаны и опоры украшены резным кирпичом и различной мозаикой. Имя мастера, восстановившего колаб-кори в 1955-63 гг. — Уста Ширин Мурадов.